# Pink Box: Inside Japan's Sex Clubs
Pink Box est un album de la photojournaliste Joan Sinclair, retraçant son exploration du monde secret de la prostitution au Japon (fuzoku).
James Farrer, un sociologue, a participé à cette enquête en essayant de « situer les images dans le contexte de la culture japonaise contemporaine ».
Sinclair, qui est avocate, explique avoir été amenée à écrire le livre par un commentaire qu'elle a entendu dix ans plus tôt, quand elle a passé une année à enseigner l'anglais au Japon,,.
Sinclair décrit ses rencontres et comment elle a surmonté les difficultés pour rechercher et accéder aux clubs, habituellement réservés aux clients nés japonais.

## Source de la traduction
- (en) Cet article est partiellement ou en totalité issu de l’article de Wikipédia en anglais intitulé « Pink Box: Inside Japan's Sex Clubs » (voir la liste des auteurs).